# HD 31529
HD 31529 eller HR 1584, är en ensam stjärna i mellersta delen av stjärnbilden Gravstickeln. Den har en skenbar magnitud av ca 6,09 och är mycket svagt synlig för blotta ögat där ljusföroreningar ej förekommer. Baserat på parallax enligt Gaia Data Release 3 på ca 3,5 mas, beräknas den befinna sig på ett avstånd på ca 932 ljusår (ca 286 parsek) från solen. Den rör sig bort från solen med en heliocentrisk radialhastighet på ca 28 km/s. Eggen (1989) listar den som medlem av den gamla skivpopulationen.

## Egenskaper
HD 31529 är en orange till gul jättestjärna av spektralklass K3 III, som befinner sig på den röda jättegrenen. Den genererar energi genom kärnfusion av väte i ett yttre skal. Den har en massa som är ca 4,8 solmassor, en radie som är ca 54 solradier och har ca 915 gånger solens utstrålning av energi från dess fotosfär vid en effektiv temperatur av ca 4 200 K. Liksom de flesta jättar roterar HD 31529 långsamt med en projicerad rotationshastighet som är 2,1 km/s.